# Iglesia de Santa María (Llimiana)
Santa María de Llimiana es una iglesia parroquial románica del siglo XI, es una de las más grande y espectaculares de todo el Pirineo. Está situada en la villa de Llimiana, del término municipal del mismo nombre, en el Pallars Jussá.
Esta iglesia corrió una vida paralela a la de la villa y el castillo de Llimiana, pasando por los mismos azares, derivados de su estratégica situación, y por las mismas manos. Incluida entre las parroquias del decanato de Tremp desde el 1280, a pesar de su relación con Santa Maria de Gerri, aunque actualmente conserva el carácter parroquial, pese a ser conducida por el mismo rector que la Guardia de Noguera, residente en la rectoría de Tremp.
Es de planta basilical, con tres naves sin crucero, cubiertas con bóveda de cañón semicircular, separadas por arcos sobre pilastras. La nave central es algo más alta que las laterales, y tiene cuatro arcos torales soportados sobre semi columnas adosadas a los pilares.
Las naves están divididas en cinco tramos, y se comunican mediante arcos formeros, semicirculares, que se soportan sobre las pilastras, rectangulares pero con las semicolumnas adosadas que acabamos de mencionar. El muro norte fue muy transformado a lo largo de los tiempos, con el añadido de capillas (una de ellas es gótica). La perfección de la unión de estas capillas con la iglesia románica hace pensar en la existencia, quizá, de una cuarta nave románica, posteriormente derribada para la construcción de las capillas.
La puerta original estaba orienta a mediodía, pero fue trasladada más tarde al centro de la fachada de poniente. Esta puerta primitiva todavía está, y en el muro sur aún hay una segunda puerta, que actualmente da al interior del campanario, y que en el momento de la obra original debía comunicar el templo con dependencias eclesiales.
El campanario es un prisma que da la sensación de estar derribado. Quizá lo fue, o quizás no se llegó a construir nunca completamente. Es muy tardío, pero todavía medieval.
La fachada sur aún muestra una ventana de doble derrame y un fragmento de arcos lombardos, como los de los ábsides, con ménsulas sencillas (las de los ábsides son mucho más trabajadas).
Tanto el ábside principal como las absidiolas presentan ventanas a doble nivel, lo que hace pensar en la existencia de una cripta. La iglesia parece preparada para tenerla, pero nada evidencia que se llegara a construir nunca. Este doble piso de ventanas se repite en el ábside principal, que tiene tres ventanas de doble derrame, y en las absidiolas, que solo tienen una, en el centro.
Tiene tres ábsides orientados a levante, el central más grande que los laterales, de fuerte espectacularidad, sobre todo desde que se limpiaron de las edificaciones que los tapaban parcialmente. Están ornamentados con lesenas y arcadas lombardas, con ménsulas triangulares muy elaboradas.
El aparato es claramente del siglo XI, aunque de factura bella y noble, hecha con mucho cuidado y por maestros de obras expertos y con un gran sentido artístico.
En la guerra civil española se perdió un cristo románico de talla, muy notable, según la documentación, e imágenes conservadas. También se perdieron otras muestras de iconografía religiosa. Los restos conservados se han instalado en forma de museo en una de las dependencias de la iglesia. Por lo que se ve en las fotos, es una obra de factura cercana al Cristo de Mur y el Descendimiento de Erill la Vall. Se la ha situado dentro del conjunto de obras del taller de Erill, a finales del siglo XI o principios del siglo XII.

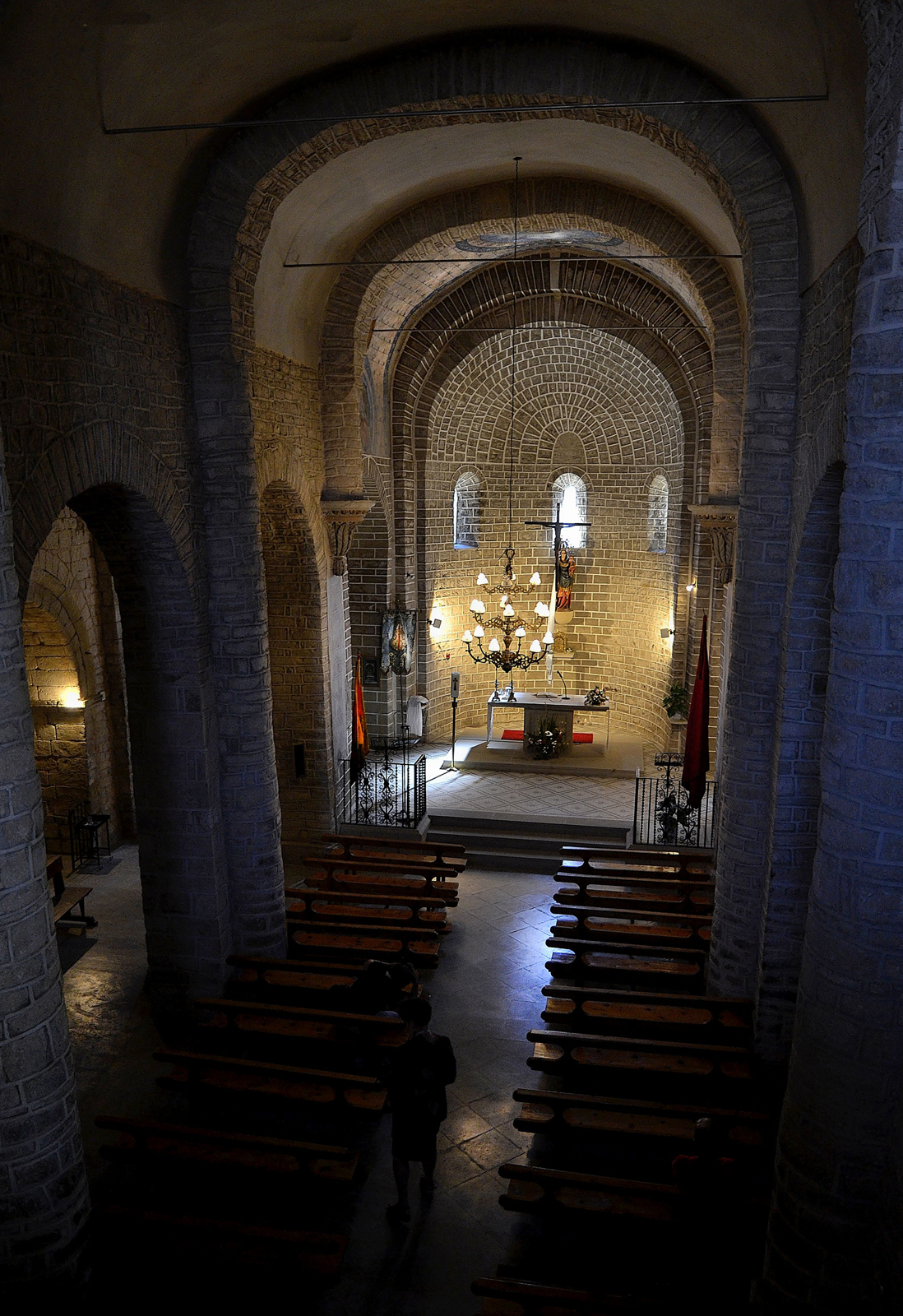
Iglesia Santa María de Llimiana